# Teorema de Niven
En matemáticas, el teorema de Niven, que lleva el nombre del matemático estadounidense Ivan Morton Niven (1915-1999), establece que:
| Teorema de Niven: Los únicos valores racionales de un ángulo θ en el intervalo 0° ≤ θ ≤ 90° para los que el seno de θ es también un número racional, son: {\displaystyle {\begin{aligned}\operatorname {sen} 0^{\circ }&=0,\\[10pt]\operatorname {sen} 30^{\circ }&={\frac {1}{2}},\\[10pt]\operatorname {sen} 90^{\circ }&=1.\end{aligned}}} |

En radianes, se requeriría que 0 ≤ x ≤ π⁄2, que x⁄π sea racional, y que sen x también sea racional. La conclusión es que los únicos valores de este tipo son sen 0 = 0, sen π⁄6 = 1⁄2, y sen π⁄2 = 1.
El teorema aparece como el Corolario 3.12 en el libro de Niven sobre números irracionales.
El teorema también se extiende a las otras funciones trigonométricas. Para valores racionales de θ, los únicos valores racionales del seno o del coseno son 0, ±1⁄2 y ±1; Los únicos valores racionales de la secante o cosecante son ±1 y ±2; y los únicos valores racionales de la tangente o cotangente son 0 y ±1.

## Lecturas relacionadas
- Olmsted, J. M. H. (1945). «Rational values of trigonometric functions». Amer. Math. Monthly 52 (9): 507-508. JSTOR 2304540.
- Lehmer, Derik H. (1933). «A note on trigonometric algebraic numbers». Amer. Math. Monthly 40 (3): 165-166. JSTOR 2301023.